# 1952 aux échecs
| Années des échecs : 1949 - 1950 - 1951 - 1952 - 1953 - 1954 - 1955    |
| Décennies des échecs : 1920 - 1930 - 1940 - 1950 - 1960 - 1970 - 1980 |

Cet article présente les faits marquants de l'année 1952 aux échecs.

## Championnats nationaux
- Argentine : Rubén Shocron et Miguel Najdorf remportent le championnat[1],[2]. Chez les femmes, Paulette Schwartzmann s’impose.
- Autriche : Karl Poschauko remporte le championnat[3]. Chez les femmes, Salome Reischer[4].
- Belgique : Albéric O’Kelly  remporte le championnat[5]. Chez les femmes, Simone Bussers s’impose [6].
- Brésil : Flavio Carvalho Jr remporte le championnat[7].
- Canada : Pas de championnat[8].
- Écosse : James Macrae Aitken remporte le championnat[9].

- Espagne : Antonio Medina remporte le championnat[10]. Pas de championnat féminin cette année[11].
- États-Unis : Larry Evans remporte le championnat[Note 1],[12]. Chez les femmes,pas de championnat[13].
- Finlande: Kaarle Ojanen remporte le championnat[14].
- France : Maurice Raizman remporte le championnat [15]. Chez les femmes, pas de championnat[16].

- Pays-Bas : Max Euwe remporte le championnat[17]. Chez les femmes, c’est Fenny Heemskerk qui s’impose.
- Pologne : Bogdan Sliwa remporte le championnat[18].
- Royaume-Uni : Robert Wade remporte le championnat[19].

- Suisse : Martin Christoffel remporte le championnat [20]. Pas de championnat féminin[21].
- RSS d'Ukraine :  Vladlen Zurakhov remporte le championnat[22],[23], dans le cadre de l’U.R.S.S.. Chez les femmes, Lyubov Kohan s’impose[24].
- RFP Yougoslavie : Petar Trifunović remporte le championnat[25],[26]. Chez les femmes, Verica Jovanović et Milunka Lazarević s’imposent.

## Naissances
- Henrique Mecking
- Mikhaïl Oumanski, champion du monde par correspondance en 1995
- Oleg Romanichine

## Nécrologie
- 12 février : Robert Forbes Combe (en)
- 17 février : Henri Rinck
- 11 mars : Jan Foltys
- 16 mars : Abraham Helman (en)
- 24 avril : Godfrey Heathcote, problémiste anglais
- 27 avril : Benito Villegas
- 7 mai : Gerard Oskam (en)
- 18 juin : Efim Bogoljubov
- 23 juillet : Wilhelm Ernst (en)
- 6 septembre : William Napier
- 9 septembre : Ernesto Hellmann (en)
- 20 octobre : Philip Walsingham Sergeant (en)
- 5 novembre : Bruno Edgar Siegheim (en)
- 30 décembre : Arnold Aurbach